# 柏格森·席尔瓦
柏格森·席尔瓦（英語： Bérgson Gustavo Silveira da Silva，1991年2月9日—）， 是巴西职业足球运动员，司职前锋。现效力于马来西亚超级足球联赛的柔佛DT。
2022年柏格森代表柔佛DT在马来西亚超级足球联赛进入29球，成为马超联赛单赛季进多球的球员。他在2022年所有赛事中一共进了46球，成为国际足球历史和统计联合会（IFFHS）2022年年度射手榜的第三名以及2022年南美洲足球協會进最多球球员。

## 荣誉

### 俱乐部
格雷米奥
- 南大河州足球联赛2010年冠军

派桑杜
- 帕拉州足球联赛2017年冠军

巴拉纳竞技
- 南美杯2018年冠军

福塔雷萨体育
- 巴西东北杯2020年冠军

柔佛DT
- 马来西亚超级足球联赛冠军：2021、2022[4]、2023
- 马来西亚慈善盾冠军：2022年[5]、2023年
- 馬來西亞盃冠军：2022年、2023年
- 馬來西亞足總盃冠军：2022年、2023年